# 黒田雅之 (サックス奏者)
黒田 雅之（くろだ まさゆき、1975年3月11日 - ）は、日本のサクソフォーン奏者。京都府京都市生まれ。京都府立北嵯峨高等学校卒業。2021年10月現在において、国内唯一のプロチューバックス奏者。血液型はO型。現在は吉本興業グループの芸能プロダクションShowtitleに所属。ついったー東方部のリード奏者を務める。

## 人物・来歴
15歳から独学でサクソフォーンを学びはじめ、高校在学中から音楽学校アン・ミュージック・スクールに在籍。在籍中よりプロ活動をはじめ自主退学し、20歳から奏者・インストラクターとしてプロミュージシャン活動を本格的に開始する。
2006年4月にジョニー大倉のサポートミュージシャンを務め、ライブDVD『Johnny in Blue ジョニー大倉 LIVE IN 京大 西部講堂 2006』にも出演。この時ホーン編曲家としてもデビューする。
また同年エッペルスハイム社の開発したコントラバス・サクソフォーンであるチューバックスを入手し、国内唯一のプロチューバックス奏者となり日本音楽界に同楽器を紹介する。
同年12月、仲田コージのバンド「仲田コージ&Boogie Baby Band」にて1stアルバムを録音。 全編のホーンセクションアレンジと演奏を担当。
2008年にはプロデューサー柏原卓之の勧誘で柏原の主宰するサクソフォーンアンサンブル団体「サクソフォニープロジェクト」に参画、以後当団体の活動停止までの5年間にわたりチューバックス奏者として関西各地、東海地区、沖縄（読谷村・宮古島）、四国4県で行われたサクソフォーンラージアンサンブルコンサートに出演。このうち四国4県にて2年ごとに行われているイベント「四国サックスフェスタ」にはサクソフォニープロジェクト自体の活動停止後も客演奏者として毎回招聘されている。
2014年4月に同人サークル「ついったー東方部」に参加し、関西で行われる東方Projectジャズアレンジライブイベントの「紅楼Jazz」には以後毎年出演する。
2014年9月15日に大阪市住友生命いずみホールにてサクソフォーンの発明者であるアドルフ・サックス生誕200周年を記念して開催された「日本ラージサクソフォンアンサンブルサミット」に柏友会首席チューバックス奏者として出演。
2015年ごろから「ついったー東方部」のピアニスト・編曲者であるtanigonからの誘いでDDBYレーベルから出版されているtanigonの作品に参加、Diverse Systemから出版されているメディアにも「100-200+tanigon feat.crow」または「tanigon feat.crow」として参加した作品が複数収録されている。
2016年6月、FMラジオ局「FM87.0 RADIO MIX KYOTO」にて情報番組「スプラッシュミックス京都・水曜スペシャル『コトジャズ』」を担当。
2018年11月に京都のツアー企画会社「まいまい京都」のガイドとして、同社の提供するジャズ鑑賞に関するツアーのガイドを務める。
2019年4月より吉本興業グループ Showtitle所属タレントとなり、毎日放送バラエティ番組 関西発!才能発掘TV マンモスターにてオーディションにより発足したビッグバンド「Music Unlimited Orchestra」 のメンバーとなる。担当はテナー・サクソフォーン。
2019年10月、LALALAにしきたミュージシャンコンテストに「ついったー東方部」として出場し西宮市長賞（準グランプリ/審査員特別賞）を受賞。芳野藤丸&杉山清貴Presents 桑名正博トリビュート・ライブに清水興らと参加。

## 参画ユニット

### 過去
- 仲田コージ＆Boogie Baby Band
- Saxophony Project
- ジブリ in ジャズ Project
- 柏友会
- Art Déco Pudding
- Rafflesia

### 現在
- ついったー東方部
- 100-200+tanigon feat.crow
- tanigon feat.crow
- Music Unlimited Orchestra

## 使用している楽器
使用している楽器はソプラニーノ、ソプラノ、アルト、テナー、バリトンの各サクソフォーンに加え、フルート、フルート・ダモーレ、EWIおよびチューバックスである。
すべてのサクソフォーンおよびチューバックスにおいて、国内マウスピースリフェイサー M-TEC Japan の修正したマウスピースを使用している。

## 名義
「ついったー東方部」「100-200+tanigon feat.crow」では黒田雅之ではなく、「crow」名義。

## ディスコグラフィー

### ついったー東方部
- BLUE NOTE 東方 vol.1（2015年）※『Naive Face』に参加（オリジナルメンバーはtanigonとcrowのみ参加）[14]
- WITHOUT A BOMB（2016年）
- Ain't me diligent（2017年）
- obSession（2018年）[15]
- Night Butterfly（2019年）[16]
- Bhava:agra（2020年）[17]
- Pieces of Wonder（2021年）[18]
- 211221 （tanigon/crowデュオ作品集）（2021年）[19]
- TOHO BOSSA NOVA 11（2022年）※Starfall Mountainに参加（ついったー東方部）[20]
- DEWFALL（2022年）[21]
- CAGE AND CAPTIVE（2023年）
- TOHO BOSSA NOVA 12（2023年）※at Sunday Marketに参加（ついったー東方部）[22]
- Knives & Wolves (2024年)[23]
- TOHO BOSSA NOVA 13 (2024年) ※Mundo Bonitoに参加（ついったー東方部）[24]

### tanigon feat.crow
- 帰り道ミュージック 2 （2017年）※残業の無い金曜日/光芒に参加[25]
- RUN ABOUT（2019年）※Storm Spiritに参加[26]

### 100-200+tanigon feat.crow
- RADIAL（2016年）※Now and Then feat. crowに参加[27]
- AD:HOUSE 5（2016年）※Cabrioletに参加[28]
- AD:HOUSE 6（2017年）※Cross the equatorに参加[29]
- バーテンダーレイム 7（2019年）※Frog Chant feat. crow（ネイティブフェイス）に参加[30]
- AD:HOUSE 8（2020年）※Triple Sec feat. crowに参加[31]
- AD:HOUSE 9（2021年）※Catch the Sunset feat. crowに参加[32]
- AD:HOUSE 10（2022年）※Catamaran feat. crowに参加[33]
- AD:HOUSE 11（2023年）※Evening Breeze feat. crowに参加[34]
- AD:HOUSE 12（2024年）※Hurricane feat.crowに参加[35]

### 仲田コージ & Boogie Baby Band
- BOOGIE BABY（2006年）

## 受賞歴
- 2019年
  - 第13回 LALALAにしきたミュージシャンコンテスト 審査員特別賞（準グランプリ/西宮市長賞）受賞（ついったー東方部としての受賞）[36]

- 2022年
  - この東方アレンジがすごい!2022 Presented by 東方ステーション　「このインストがすごい!」賞受賞（ついったー東方部としての受賞）[37]

## チューバックス演奏で出演したコンサート
| 開催年月日     | タイトル                                              | 開催場所                                 | 指揮・監督・客演など                                           |
| -------------- | ----------------------------------------------------- | ---------------------------------------- | -------------------------------------------------------------- |
| 2009年3月28日  | 第17回関西サクソフォンフェスティバル                  | 大阪音楽大学 オペラホール                | 指揮：柏原卓之                                                 |
| 2010年2月28日  | サクソフォニープロジェクト関西 第1回コンサート        | クレオ大阪 北ホール                      | 客演指揮：木村吉宏 客演：西本淳                                |
| 2010年3月14日  | 第9回淡路島サクソフォーンフェスティバル               | 淡路市立しづかホール                     | 指揮・監督：長瀬敏和                                           |
| 2010年4月24日  | サクソフォニープロジェクト東海 第2回コンサート        | 名古屋市西文化小劇場                     | 客演：三日月孝                                                 |
| 2010年12月5日  | サクソフォニーフェスティバル沖縄（第1回）             | 読谷村文化センター 鳳ホール              | 客演・指揮・音楽監督：雲井雅人                                 |
| 2011年3月6日   | サクソフォニープロジェクト関西 第2回コンサート        | クレオ大阪 東ホール                      | 客演：雲井雅人                                                 |
| 2011年4月23日  | サクソフォニープロジェクト東海 第3回コンサート        | 名古屋市西文化小劇場                     | 客演：藤原愛子                                                 |
| 2011年11月13日 | サクソフォニーフェスティバル沖縄（2回目）             | 読谷村文化センター 鳳ホール              | 客演・音楽監督：雲井雅人 客演：彦坂眞一郎                      |
| 2012年2月26日  | サクソフォニープロジェクト関西 第3回コンサート        | クレオ大阪 北ホール                      | 客演：井上麻子                                                 |
| 2012年3月10日  | 第18回関西サクソフォンフェスティバル                  | 池田市民文化会館（アゼリアホール）       | 指揮：柏原卓之                                                 |
| 2012年7月14日  | サクソフォニープロジェクト関西 アンサンブルコンサート | 大阪南港サンセットホール                 | 客演：サクソフォンパラダイス 客演：小場真由美                  |
| 2012年12月2日  | サクソフォニーフェスティバル沖縄（3回目）             | 読谷村文化センター 鳳ホール              | 客演・音楽監督：雲井雅人 客演・指揮：平野公崇                  |
| 2013年3月31日  | サクソフォニープロジェクト関西 第4回コンサート        | 大阪市こども文化ホール                   | 客演：赤松二郎                                                 |
| 2013年4月21日  | サクソフォニーフェスティバル四国in香川                | 香川県国分寺ホール                       | 客演：雲井雅人・曽根美紀                                       |
| 2013年11月29日 | サクソフォニーフェスティバル沖縄（4回目）             | 宮古島市文化ホール マティダ市民劇場      | 客演・音楽監督：雲井雅人 客演・指揮：須川展也 客演：小柳美奈子 |
| 2013年12月1日  | サクソフォニーフェスティバル沖縄（4回目）             | 読谷村文化センター 鳳ホール              | 客演・音楽監督：雲井雅人 客演・指揮：須川展也 客演：小柳美奈子 |
| 2014年5月17日  | 名古屋芸術大学サクソフォン専攻科コンサート            | 名古屋芸術大学                           | 指揮：三日月孝                                                 |
| 2014年9月15日  | 日本ラージサクソフォンアンサンブルサミット            | 大阪市住友生命いずみホール               | 指揮：前田昌宏                                                 |
| 2015年3月28日  | 四国サックス・フェスタ in 徳島                        | 鳴門市文化会館                           | 客演・指揮・音楽監督：長瀬敏和 客演指揮：丸谷明夫              |
| 2015年10月11日 | サクソフォンアンサンブルコンサート                    | レクザムホール（香川県民ホール）小ホール | 指揮：木村一裕                                                 |
| 2016年10月23日 | サクソフォンアンサンブルコンサート                    | レクザムホール（香川県民ホール）小ホール | 指揮：木村一裕                                                 |
| 2017年6月25日  | 四国サックス・フェスタ in 安芸                        | 安芸市民会館 大ホール                    | 客演・指揮・音楽監督：長瀬敏和                                 |
| 2018年10月8日  | サクソフォンアンサンブルコンサート                    | レクザムホール（香川県民ホール）小ホール | 指揮：木村一裕                                                 |
| 2019年5月4日   | 四国サックス・フェスタ in 松山                        | 愛媛県生涯学習センター 県民小劇場ホール  | 客演・指揮・音楽監督：長瀬敏和                                 |